# Brandsby-cum-Stearsby
Brandsby-cum-Stearsby est une paroisse civile du Yorkshire du Nord, en Angleterre.